# Burgstall Mühlberg (Neustadt an der Waldnaab)
Der Burgstall Mühlberg ist eine abgegangene mittelalterliche Höhenburg auf einem Geländesporn über dem Tal des Rabenbaches. Sie lag am Westrand des Dorfes Mühlberg in der Gemeinde Neustadt an der Waldnaab im oberpfälzischen Landkreis Neustadt an der Waldnaab in Bayern. An Stelle der Burg steht heute dort die katholische Wallfahrtskirche St. Anna.
Über diese Burg sind keine geschichtlichen oder archäologischen Informationen bekannt, sie wird grob als mittelalterlich datiert. Erhalten hat sich von der einstigen Burg nur noch ein Grabenrest. Die Stelle ist als Bodendenkmal Nummer D-3-6238-0022 „mittelalterlicher Burgstall, archäologische Befunde des Mittelalters und der frühen Neuzeit im Bereich der Kath. Wallfahrtskirche St. Anna in Mühlberg, darunter die Spuren von Vorgängerbauten bzw. älterer Bauphasen“ geschützt.

## Beschreibung
Die Burgstelle der Spornburg befindet sich in rund 445 m ü. NHN Höhe auf einem breiten, nach Westen gerichteten Geländesporn, der sich rund 25 Höhenmeter über das enge Tal des Rabenbaches, eines Zuflusses der Waldnaab, erhebt. An der Nord-, der West- sowie der Südseite war die Anlage durch den steilen Abfall des Geländes in das Tal sehr gut von Natur aus gesichert. Nach Osten schließt sich eine nur sanft bis 472 m ü. NHN ansteigende Jura-Hochfläche an, auf der auch das Dorf Mühlberg liegt. Unterhalb der Burgstelle liegt das Westportal des Tunnels der Straße St 2172, der durch den Sporn und die Hochfläche führt.
An der Stelle der früheren Burg steht heute die Wallfahrtskirche St. Anna, von der Burg haben sich keine baulichen Reste erhalten. Das Gelände an der Ostseite des Burgstalles ist leicht eingesenkt, hier lag einst der Halsgraben der Anlage. Heute liegt in diesem Graben die westliche Kehre der Ortsdurchfahrtsstraße und ein Abzweig von dieser, der als Forstweg nach Norden in den Talgrund führt. Reste des Grabens sind bei seinem Nordende an diesem Forstweg, bei seinem Südende im Pfarrgarten noch andeutungsweise erkennbar.